# Condado de Bedford (Virginia)
El condado de Bedford (en inglés: Bedford County) es un condado en el estado estadounidense de Virginia. En el censo de 2000 el condado tenía una población de 60.371 habitantes. Forma parte del área metropolitana de Lynchburg. La sede de condado es Bedford. Debido a su condición de ciudad independiente, la ciudad de Bedford no forma parte del condado a pesar de ser la sede. El condado fue formado el 13 de diciembre de 1753 a partir de una porción del condado de Lunenburg. Fue nombrado en honor a John Russell, 4° Duque de Bedford.

## Geografía
Según la Oficina del Censo, el condado tiene un área total de 1.992 km² (769 sq mi), de la cual 1.954 km² (754 sq mi) es tierra y 38 km² (15 sq mi) (1,92%) es agua.

### Condados adyacentes
- Condado de Rockbridge (norte)
- Condado de Amherst (noreste)
- Lynchburg (este)
- Condado de Campbell (sureste)
- Condado de Pittsylvania (sur)
- Condado de Franklin (suroeste)
- Condado de Roanoke (oeste)
- Condado de Botetourt (noroeste)

### Áreas protegidas nacionales
- Blue Ridge Parkway
- George Washington and Jefferson National Forests

## Demografía
En el  censo de 2000, hubo 60.371 personas, 23.838 hogares y 18.164 familias residiendo en el condado. La densidad poblacional era de 80 personas por milla cuadrada (31/km²). En el 2000 había 26.841 unidades unifamiliares en una densidad de 36 por milla cuadrada (14/km²). La demografía del condado era de 92,18% blancos, 6,24% afroamericanos, 0,20% amerindios, 0,43% asiáticos, 0,01% isleños del Pacífico, 0,20% de otras razas y 0,74% de dos o más razas. 0,74% de la población era de origen hispano o latino de cualquier raza. 
La renta promedio para un hogar del condado era de $43.136 y el ingreso promedio para una familia era de $49.303. En 2000 los hombres tenían un ingreso medio de $35.117 versus $23.906 para las mujeres. La renta per cápita para el condado era de $21.582 y el 7,10% de la población estaba bajo el umbral de pobreza nacional.

## Ciudades y pueblos
- Forest
- Goode
- Hardy
- Moneta
- Thaxton